# Jayne Kennedy
Jayne Kennedy Overton, nata Harrison (Washington, 27 ottobre 1951), è un personaggio televisivo, modella e attrice statunitense.

## Biografia
Nel 1970 Jayne Kennedy ha vinto Miss USA, guadagnandosi così il diritto di partecipare a Miss Universo, dove si è piazzata tra le prime dieci classificate. Ha poi intrapreso una carriera in televisione, esibendosi al Dean Martin Show e comparendo, allo stesso tempo, sulle copertine di riviste come Ebony, Jet ed Essence. Nel 1978 ha iniziato a lavorare per programmi sportivi, nel 1979 ha co-condotto Miss Universo e negli anni successivi è stata il volto di Esoterica, Jovan, Revlon, Fashion Fair Cosmetics, Bankers Systems, Butterick Patterns e Coca-Cola. Nel 1981 è stata protagonista de Il guerriero del ring, grazie al quale ha vinto un NAACP Image Award come miglior attrice protagonista.

## Vita privata
Dal 1971 al 1982 è stata sposata con Leon Isaac Kennedy, mentre nel 1985 ha sposato  Bill Overton, con il quale ha avuto quattro figli.

## Filmografia

### Cinema
- Group Marriage, regia di Stephanie Rothman (1973)
- Let's Do It Again, regia di Sydney Poitier (1975)
- The Muthers, regia di Cirio H. Santiago (1976)
- Big Time, regia di Andrew Georgias (1977)
- Death Force - Il samurai nero (Death Force), regia di Cirio H. Santiago (1977)
- L'angelo della vendetta (Ms. 45), regia di Abel Ferrara (1981)
- Il guerriero del ring (Body and Soul), regia di George Bowers (1981)
- Night Trap - Nel cuore del maligno (Night Trap), regia di David A. Prior (1993)

### Televisione
- Ironside - serie TV, episodio 7x13 (1973)
- Banacek - serie TV, episodio 2x06 (1974)
- Sanford and Son - episodio 4x05 (1974)
- L'uomo da sei milioni di dollari (The Six Million Dollar Man) – serie TV, episodio 3x04 (1975)
- Agenzia Rockford (The Rockford Files) – serie TV, episodio 2x21 (1976)
- Wonder Woman – serie TV, episodio 2x05 (1977)
- Pepper Anderson - Agente speciale (Police Woman) - serie TV, episodio 4x04 (1977)
- Mysterious Island of Beautiful Women – film TV (1979)
- CHiPs – serie TV, 2 episodi (1980-1981)
- Love Boat (The Love Boat) – serie TV, 3 episodi (1981-1983)
- Il mio amico Arnold (Diff'rent Strokes) - serie TV, episodio 6x07 (1983)
- Benson - serie TV, episodio 7x20 (1986)
- 227 - serie TV, episodio 2x03 (1986)
- Throb - serie TV, 1 episodio (1988)